# Kanton Lhuis
Kanton Lhuis (fr. Canton de Lhuis) byl francouzský kanton v departementu Ain v regionu Rhône-Alpes. Skládal se z 12 obcí. Zrušen byl po reformě kantonů 2014.

## Obce kantonu
- Bénonces
- Briord
- Groslée
- Innimond
- Lhuis
- Lompnas
- Marchamp
- Montagnieu
- Ordonnaz
- Saint-Benoît
- Seillonnaz
- Serrières-de-Briord